# Kunst:art
Die zweimonatlich erscheinende Fachzeitschrift Kunst:Art (Eigenschreibweise kunst:art) richtet sich an Kunstinteressierte in Deutschland, Österreich und Schweiz. Nach eigener Aussage hat Kunst:Art die höchste Auflage aller Kunstzeitschriften im deutschsprachigen Raum; die verbreitete Auflage wird über die IVW  geprüft.

## Inhalt und Schwerpunkte
Inhaltlich geht es insbesondere um aktuelle Ausstellungen im deutschsprachigen Raum. Dazu werden interessante Kunstorte sowie Artotheken vorgestellt. Eine weitere Rubrik beschäftigt sich mit der "Kunst des Sammelns". Anspruch der Publikation ist es, "übersichtlich, verständlich und modern" zu informieren. Neben der sachlichen Gliederung setzt Kunst:Art auch regionale Schwerpunkte – es gibt vier Regionalteile für Deutschland sowie zwei weitere in Österreich und der Schweiz.

## Verbreitung und Verlag
Über die Hälfte der Auflage wird in Kunstmuseen und Kunsthallen ausgelegt, kumuliert ein Viertel in Kunstvereinen und Galerien und zwischen 5 und 7 % in Kunstakademien, Geschäften für Künstlerbedarf sowie Künstlerhäusern. Die restliche Auflage verteilt sich auf Stiftungen, Verwaltungen und vergleichbare Einrichtungen. Darüber hinaus ist die Publikation auch im Abonnement erhältlich.
Der herausgebende Atelier-Fachverlag wurde 1982 in Köln gegründet. Zum weiteren Verlagssortiment gehören noch die Zeitschrift Atelier sowie eine Buchreihe mit Ratgeber für den Berufsalltag.